# Gązewnik
Gązewnik (Loranthus) – rodzaj roślin z rodziny gązewnikowatych (Loranthaceae). Dawniej zaliczano tu nawet ok. 500 gatunków rozprzestrzenionych głównie w strefie tropikalnej, ale współcześnie klasyfikowane są one w odrębne rodzaje, a tu zalicza się tylko dwa gatunki. Gązewnik europejski L. europaeus rośnie w Europie południowo-wschodniej, na zachodzie sięgając do Włoch, a na północy do południowych Niemiec (Pirna), w Azji Mniejszej i południowej Azji oraz w Japonii. Zawleczony rozprzestrzenia się też gdzie indziej, np. w Anglii. W 1872 gatunek ten podany został na podstawie przekazu ustnego także z Polski (stanowisko miało znajdować się między Pankami, Blachownią i Częstochową), ale współcześnie uznawane jest to za informację fałszywą. Drugi gatunek z rodzaju – Loranthus odoratus – rośnie na Sumatrze i Celebesie.
Gązewniki są półpasożytniczymi półkrzewami. Gatunek europejski rozwija się na dębach, bukach, kasztanie i oliwce. Nasiona powstające w żółtych jagodach rozprzestrzeniane są w Europie głównie przez drozdowate.

## Morfologia
PokrójPółkrzew osiągający do 0,5 m (L. europaeus). Wszystkie części roślin są nagie. Pędy zwykle gęsto, dychotomicznie rozgałęzione. Haustorium wrastające i rozrastające się w tkankach żywiciela osiągać może znaczne rozmiary.
LiścieNaprzeciwległe, całobrzegie. U gązewnika europejskiego zrzucane na zimę (w przeciwieństwie do podobnej jemioły), ale L. odoratus jest zimozielony.
KwiatyZebrane w nierozgałęziony, szczytowy lub wyrastający w kącie liści kłos. Kwiaty są jednopłciowe, przy czym rośliny są poligamiczne – występują zarówno osobniki męskie, żeńskie, jak i obupłciowe. Okazy różnych płci u gązewnika europejskiego różnią się nie tylko budową kwiatów – rośliny żeńskie mają bardziej zwisający pokrój i dłużej zachowują liście jesienią. Kwiaty są drobne, siedzące w zagłębieniach osi kwiatostanu, wsparte drobną przysadką. Płatki są w liczbie 4 lub 6.
OwoceNiemal kuliste do jajowatych jagody, u gązewnika europejskiego jasnożółte.

## Systematyka
Rodzaj Loranthus stanowi typ nomenklatoryczny rodziny gązewnikowatych Loranthaceae i w przeszłości wyróżniany był szeroko, jako takson obejmujący od kilkuset do kilkudziesięciu gatunków. Współcześnie wyróżnia się tylko dwa gatunki, a wszystkie inne wyodrębnione zostały jako osobne rodzaje, zwykle odpowiadające dawnym sekcjom w obrębie rodzaju Loranthus. W obrębie rodziny rodzaj klasyfikowany jest do plemienia Lorantheae (jednego z pięciu wyróżnianych w rodzinie), a w jego obrębie do podplemienia Loranthinae.
Wykaz gatunków
- Loranthus europaeus N. J. Jacquin – gązewnik europejski
- Loranthus odoratus Wall.

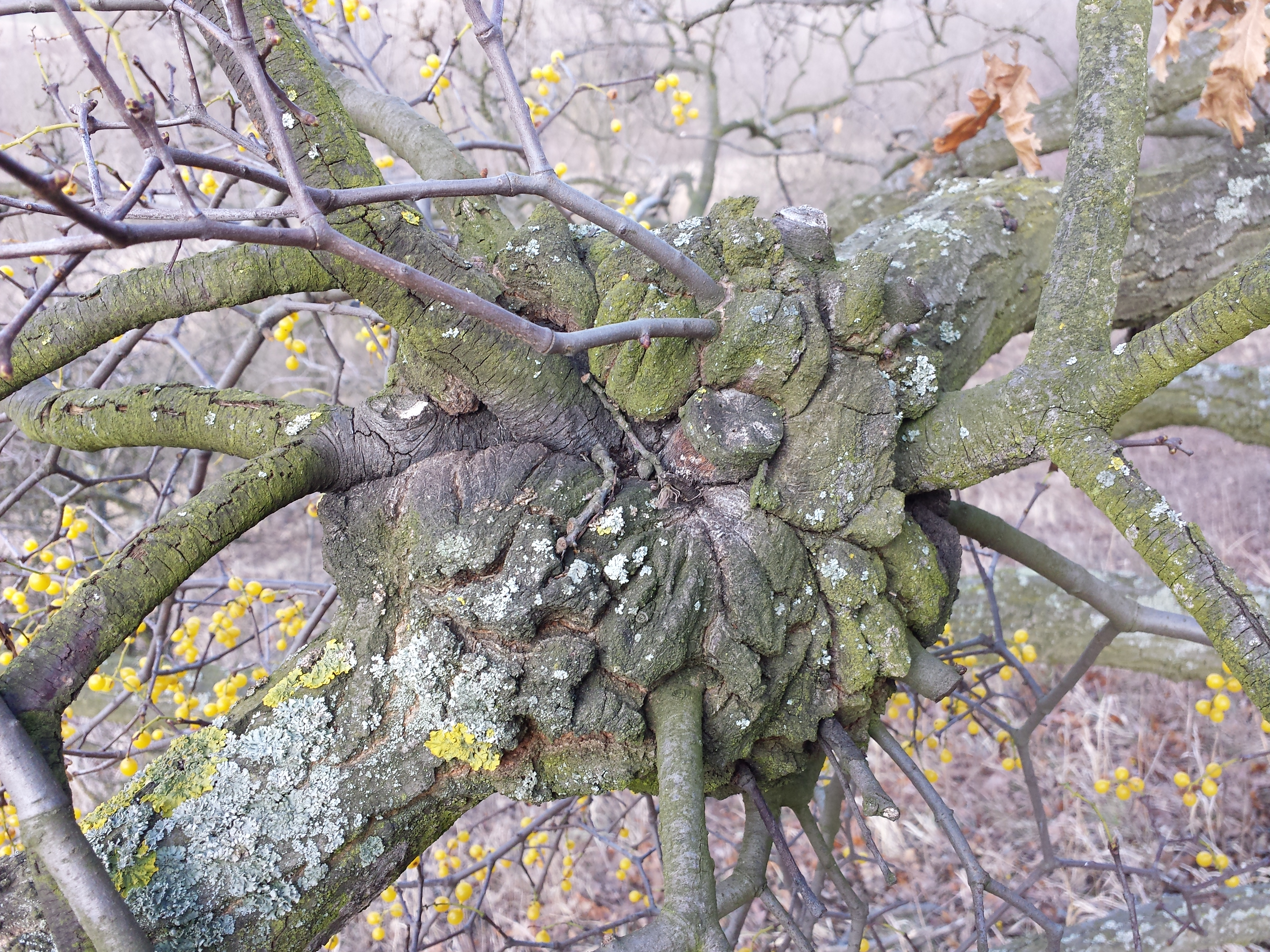
Haustorium gązewnika europejskiego
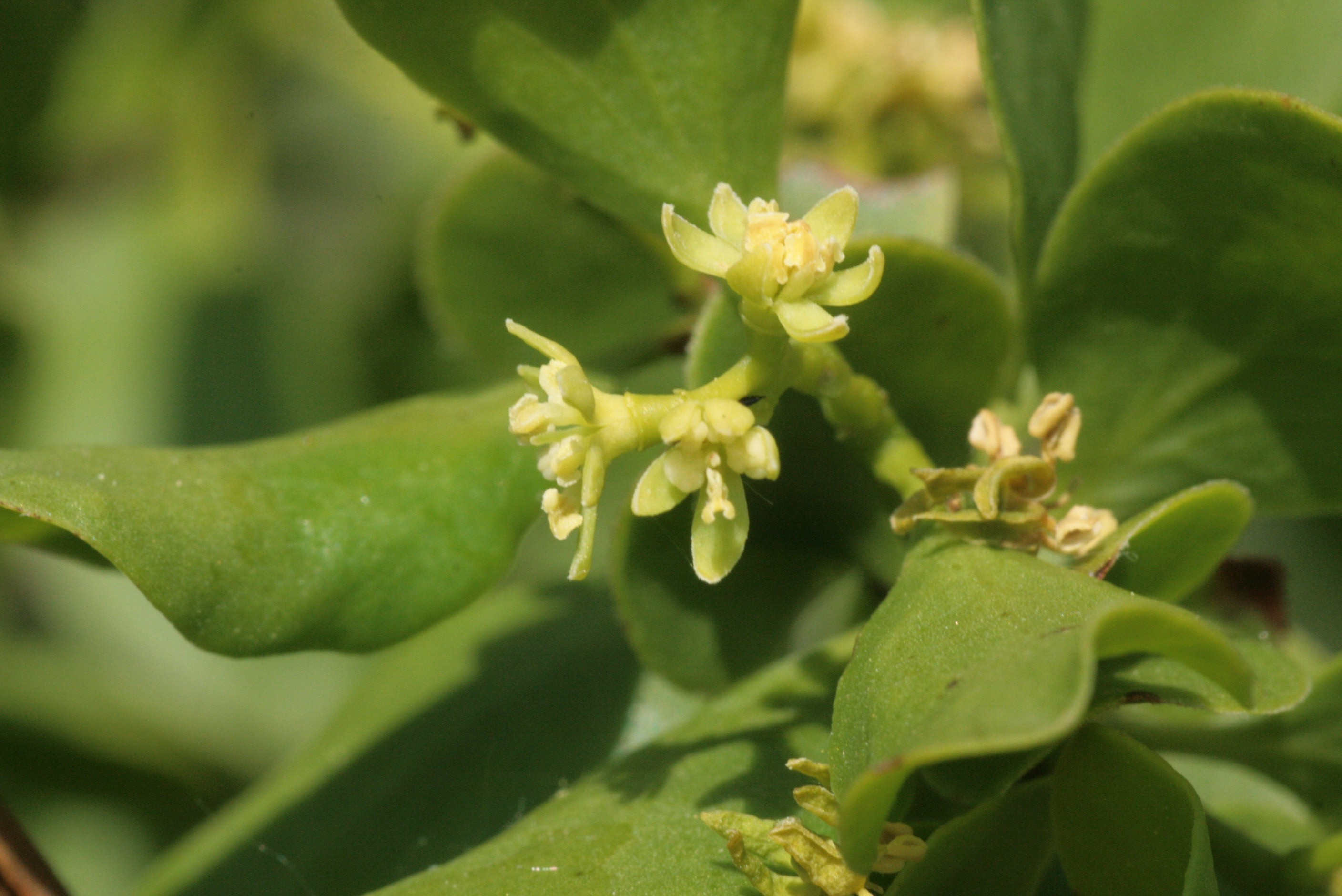
Kwiaty gązewnika europejskiego
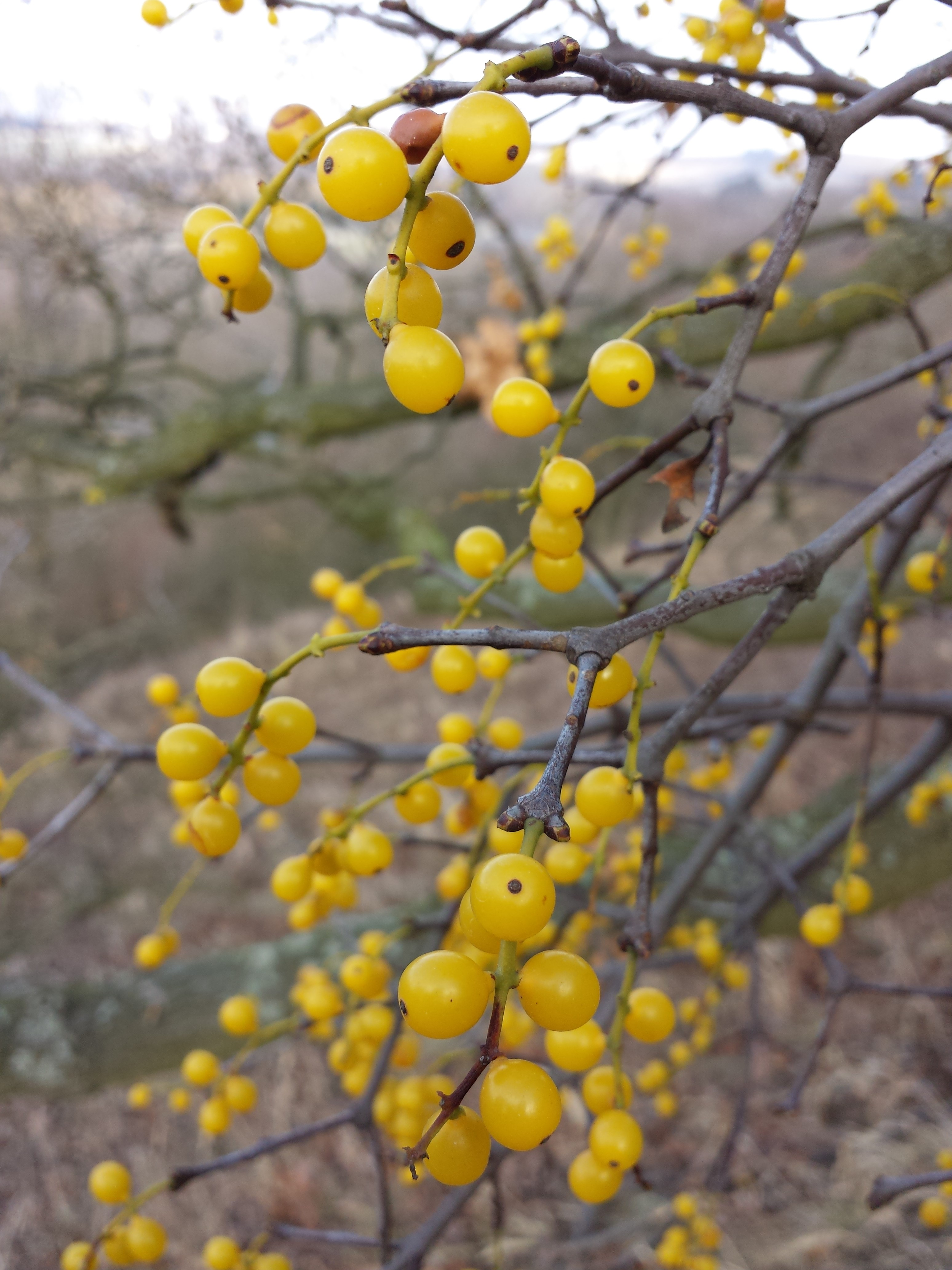
Owoce gązewnika europejskiego